# Chinese Rocks
Chinese Rocks (conosciuta anche come Chinese Rock) è un brano musicale punk rock composto nel 1975 da Dee Dee Ramone con la partecipazione di Richard Hell.
Canzone apertamente sulla dipendenza da eroina, Chinese Rock venne originariamente incisa dagli Heartbreakers, e successivamente dai Ramones.

## Il brano

### Origini
Hell e Dee Dee furono sempre concordi sul fatto che la composizione del brano fosse da ascriversi principalmente a Dee Dee: «La ragione per la quale ho scritto quel brano fu Richard Hell, perché lui mi aveva detto che stava per comporre una canzone migliore di Heroin di Lou Reed, e così me ne andai a casa e scrissi Chinese Rocks».
Secondo Dee Dee, la canzone parlava di quando Jerry Nolan, degli Heartbreakers, lo chiamava spesso per chiedergli di procurargli una pregiata qualità di eroina dell'epoca chiamata "Chinese Rock".
Dee Dee voleva registrare la canzone con i Ramones, ma Johnny Ramone mise un veto, affermando che la traccia era troppo smaccatamente correlata alla droga. Allora Dee Dee la portò a Richard Hell, all'epoca membro degli Heartbreakers. «Dee Dee un giorno mi chiamò e mi disse: "ho scritto una canzone che i Ramones non vogliono fare", forse potrebbe interessarti» ricordò Hell.
Secondo la versione di Hell, la canzone sarebbe al 75% di Dee Dee, ma anche lui avrebbe contribuito alla stesura definitiva della traccia.

### Versione degli Heartbreakers
Ci sono differenti versioni su come la canzone sia entrata a far parte del repertorio degli Heartbreakers. Richard Hell disse di aver portato la canzone in studio di registrazione, durante una delle prime sessioni della band. Dee Dee, invece, scrisse di aver suonato la canzone a Jerry Nolan, e che fu Nolan a portare il brano agli Heartbreakers.
In ogni caso, la canzone divenne uno dei brani più popolari della band. Come affermato da Hell, quando egli lasciò gli Heartbreakers, gli altri si tennero Chinese Rocks e decisero di registrarla per il loro album di debutto del 1977 intitolato L.A.M.F.
Tutte le versioni in vinile di L.A.M.F., inclusa quella del 1984 intitolata L.A.M.F. Revisited, continuano ad accreditare la canzone anche a Johnny Thunders e Jerry Nolan, oltre che a Ramone e Hell. Fu solo dopo la morte di Thunders e Nolan che i crediti furono modificati. Tuttavia, sia la versione CD del 1994 che la ristampa CD del 2002 di L.A.M.F. ora attribuiscono Chinese Rocks a tre componenti dei Ramones (Joey, Johnny Ramone e Dee Dee) ma non a Richard Hell.

### Versione dei Ramones
Sull'album dei Ramones End of the Century del 1980, la canzone è accreditata a "D.D.Ramone/R.Hell". Però, nella ristampa in CD di End of the Century i crediti cambiarono attribuendo il brano a tutti i Ramones, senza menzionare Richard Hell.
La versione dei Ramones inclusa nell'album, prodotta da Phil Spector, si intitola Chinese Rock, senza la "s" finale. Sussistono poi lievi differenze di testo tra le due versioni. Sebbene non si possa certo definirlo un brano morbido, secondo lo stesso Joey Ramone, la versione della canzone registrata dai Ramones "mancava di aggressività" rispetto a quella incisa da Thunders, Nolan, e soci.

## Cover
- La canzone venne reinterpretata da Sid Vicious per il suo album dal vivo Sid Sings, durante il breve periodo solista dopo la fine dei Sex Pistols.
- Gli Insane in una versione leggermente diversa.
- I Violent Femmes come B-side del singolo Machine.
- Twelve Twenty sull'album del 2013 Back From Oblivion.
- I RKL sull'album Covers, compilation pubblicata nel 1984 dalla Mystic Records.
- La punk band croata Paraf incise una cover del brano come singolo di debutto nel 1979. La canzone venne reintitolata Rijeka e contiene un testo completamente differente in lingua serbo-croata che non ha niente a che fare con la droga.
- Jamie Pina, dei Chemical People, nel suo album solista ...Bad Latino.